# La selva sin amor
La selva sin amor es el título de la primera ópera estrenada en España, compuesta por Filippo Piccinini. Supone una  innovación para la música escénica en España con la introducción del stile recitativo, ya que no se conocía anteriormente. Si bien, el nuevo estilo no tuvo trascendencia alguna y no se consagró. Se estrenó en el Alcázar de Madrid en 1627. La escenografía corrió a cargo del pintor italiano Cosimo Lotti y su ayudante Pietro Francesco Gandolfi, que fueron traídos a España por el Duque de Pastrana a petición del Conde-Duque de Olivares. No se conserva la partitura.
La escenografía causó impresión por sus efectos visuales.

## La selva sin amor
Égloga pastoral en siete escenas con música compuesta Bernardo Monanni, secretario de la embajada, en colaboración con Filippo Piccinini para un texto de Félix Lope de Vega. La música se encuentra perdida y solo se conserva su texto. Fue estrenada en Madrid, en el salón grande del Alcázar el 18 de diciembre de 1627.`
La selva sin amor se considera la primera ópera representada en España por dos fuentes fundamentalmente que lo confirman y enfatizan: 
- 1.	La correspondencia diplomática florentina, donde Shirley B. Whitaker descubrió unos documentos que fechaban el momento de su estreno.
- 2.	La dedicación de Lope de Vega a su texto, tal y como quedó plasmada en El laurel de Apolo, con otras rimas, (Madrid, 1630).

Sin embargo, estuvo compuesta y producida por italianos. Poco después de su llegada a la corte de Felipe IV a Madrid en 1626, el diseñador de escenarios Cosimo Lotti había comenzado a planear una obra corta con máquinas (denominada La comediata di Machine) con la esperanza de impresionar al rey, y continuar la empresa en la que estaba siendo apoyado por el secretario Bernardo Monanni y por otros miembros del personal de la embajada de la Toscana. Lope, en el prefacio de La selva sin amor, nos da una idea de la sofisticación y refinamiento de que Lotti añade a la escena ya establecida por Fontana: 
Fondos de escenario intercambiables

La máquina del teatro hizo Cosme Lotti, ingeniero florentín, por quien su Majestad envió a Italia, para que asistiese a su servicio en jardines, fuentes y otras cosas, en que tiene raro y excelente ingenio, nuevo Hierón Alejandrino, y no menos admirable en sus máquinas semoventes que aquel insigne griego, o el alemán famoso que hizo el águila que acompañó por el aire la coronada frente de Carlos Quinto.

Si se analiza la escenografía puede apreciarse la magnitud del espectáculo visual que se estaba gestando para la interpretación de esta obra. La belleza de los versos poéticos, que Lope había confeccionado con tanto esmero, quedaría eclipsada ante la monumental puesta en escena, que ponía en movimiento una maquinaria sofisticadísima: escenarios con bastidores móviles que suscitaban perspectiva visual con la que se obtenía profundidad espacial, efectos de olas marinas y peces en movimiento creados por decorados portátiles, un faro iluminado que señalizaba el emplazamiento del puerto y la ciudad en el otro extremo del escenario, donde se encontraban castillos que disparaban salvas con sus cañones, el famoso carruaje en el que Venus, la diosa del amor se paseaba, tirado por dos cisnes, y flotando en el aire, por encima del resto, Amor (Cupido). La escena contaba con una iluminación recreada con los originales medios que podían disponer en la época.

La primera vista del teatro, en habiendo corrido la tienda que le cubría, fue un mar en perspectiva, que descubría a  los ojos, tanto puede el arte, muchas leguas de agua hasta la rivera opuesta, en cuyo puerto se veían la ciudad y el faro con algunas naves, que haciendo salva disparan, a quien también de los castillos respondían…

Quizás, lo más sorprendente de la maquinaria con la que se contaba para la representación de la obra era la posibilidad de realizar cambios de escenarios y decorados en breve que se efectuaban de forma rauda, casi instantánea mientras se desarrollaban las escenas, con lo que se conseguía dar continuidad a la obra sin interrumpir la acción.
Gracias a un sofisticado y perfeccionado sistema de poleas el escenario podía transformarse en segundos, lo que permitía cambiar la escenografía de la escena marítima en una selva, y dar paso a la siguiente escena sin interrupción. Además, el teatro contaba con todos los adelantos e invenciones del teatro cortesano, como el telón que cubre la escena y la luz artificial. Por tanto, en 1627 la escena española puede considerarse como la más avanzada de Europa, aparte de la italiana. 

Para el discurso de los pastores se desapareció el teatro marítimo, sin que este movimiento, con ser tan grande, le pudiese penetrar la vista, transformándose el mar en una selva, que significaba el soto de Manzanares, con la puente, por quien pasaban en perspectiva cuantas cosas pudieron ser imitadas de las que entran y salen en la corte; y asimismo se veían la Casa del Campo y el Palacio, con cuanto desde aquella parte podía determinar la vista. El bajar los dioses y las demás transformaciones requería más discurso que la égloga, que aunque era el alma, la hermosura de aquel cuerpo hacía que los oídos se rindiesen a los ojos.

Volviendo al hecho histórico, a Lope de Vega, considerado el más prolífico y mejor dramaturgo del momento, se le pidió escribir el texto español para la ópera. Por otro lado, la música fue encomendada al laudista boloñés Filippo Piccinini, que se encontraba al servicio de la corte desde 1613. Este último era considerado uno de los músicos favoritos del rey, y llevó a cabo la composición de la música con la ayuda de Monanni.
Mientras que la partitura se encuentre perdida, el texto, del cual solo se conservan 672 líneas incluyendo el prólogo, seguirá siendo aceptado durante mucho tiempo más como un libreto. Al contrario que otras obras escénicas de Lope de Vega, La selva sin amor se encuentra contenida en un solo acto, dividido en siete escenas, y compuesto como la métrica poética italiana, con versos de 7 y 11 sílabas (de aquí viene la designación de égloga pastoral), a excepción del dúo de Filis y Flora que abre la cuarta escena.

## Argumento
La obra comienza en una selva imaginaria consagrada a Dafne en Madrid. En el prólogo, diseñado por la buena imaginación de Lotti, aparece un río en el que fluye el agua y en el que aparecen peces chapoteando en él. Venus recrimina a Amor (Cupido) por su negligencia y le anima a intervenir en los asuntos amorosos de los pastores que no tienen amor. Amor (Cupido) utiliza sus famosas flechas para influenciar a Silvio, Jacinto, Filis y Flora, para así transformar la selva sin amor en la selva de amores. 
La obra fue puesta en escena principalmente en estilo recitativo, lo que fue un género completamente novedoso para la corte española del siglo XVII. Pero, aunque Felipe IV se mostró bastante complacido por este nuevo “género musical” y el montaje escénico italianizante tan espectacular, no se produjeron más óperas en España hasta, aproximadamente 1660. El estilo recitativo fue reintroducido de nuevo en obras de Calderón de la Barca posteriores al año 1650, con música de Juan Hidalgo, como La púrpura de la rosa

## Acción
En un acto único, se desarrolla en 7 escenas, precedidas por un prólogo.
Égloga pastoral, que se cantó a su Majestad que Dios guarde, en fiestas de su salud.
Al excelentísimo Almirante de Castilla

No habiendo visto Vuestra Excelencia 	esta égloga, que se representó cantada a sus Majestades y Altezas, cosa nueva en España, me pareció imprimirla, para que, desta suerte, con menos cuidado la imaginase Vuestra Excelencia; aunque lo menos que en ella hubo fueron mis versos…

### Prólogo
Venus y Amor

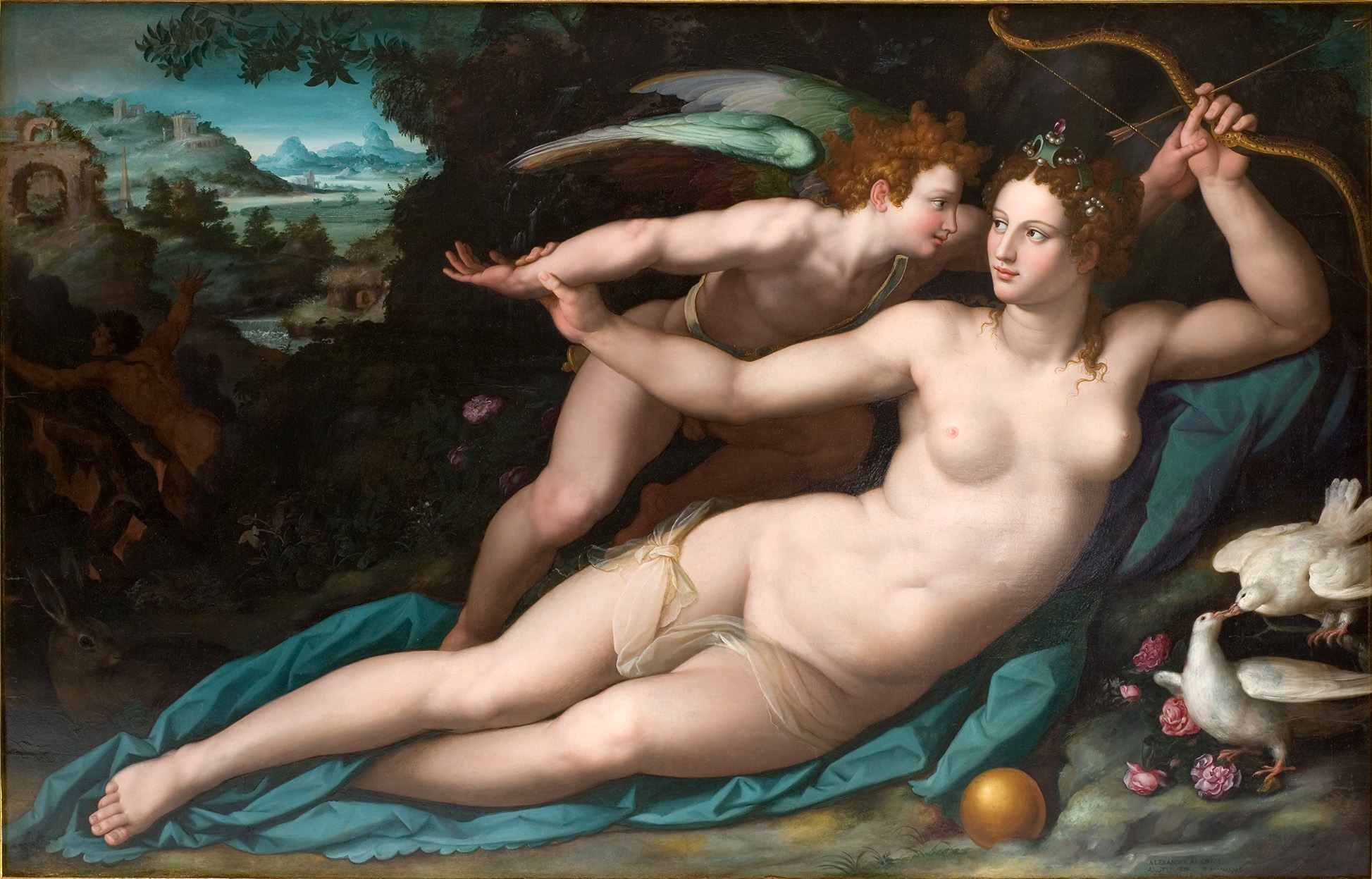
Venus y Cupido, de Alessandro Allori. Museo Fabre, Montpellier

La acción dramática comienza en el prólogo, donde aparece Venus montada en su carro dorado, tirado por blancos cisnes, surcando el líquido elemento. Pronto, el fruto de su relación con el dios de la guerra, Marte, que andaba jugando con sus flechas, aparece en escena y Venus inicia una conversación con Amor (Cupido), a quien le insta a que deje de jugar con los elementos terrenales. Amor trata de justificarse ante sus abusos como si se tratara de algo bueno y bello para el mundo, a lo que Venus le recrimina y le induce a pensar en que ya tiene la edad suficiente como para dejar esos juegos bárbaros, y no malgastar sus flechas en ello. Amor, tan vanidoso como siempre, presume de tener el poder que vence a toda deidad, y por ello, quiere gobernar no solamente en la Tierra y en el Mar, sino, además, en la Guerra. Ante la ambición que muestran sus pretensiones, Venus, ardiente en sus celos, le persuade a que encienda el fuego del amor en una selva consagrada a Dafne, que se encuentra en Madrid, a orillas del Manzanares, donde reinan Felipe IV de España e Isabel de Borbón. La escena concluye cuando Amor parte hacia España para convertir la selva sin amor en la selva de amores.

### Escena Primera
Silvio y Filis
Silvio y Filis entran en acción y se presentan ante el público describiendo la escena donde se encuentran y alabando a Dafne. Silvio, un joven pastor que frecuenta la selva, se muestra desdichado porque el amor que siente hacia Dafne no es correspondido. Filis, por su parte, se siente pura y satisfecha consigo misma porque no ha encontrado el amor sincero y verdadero, está libre de amor y se procura casta hasta su muerte si ese amor no surge. Sus palabras se hacen escuchar por Silvio, quien trata de persuadirla y perseguirla para expresarle su dolor y su necesidad de amar y ser amado, para, así, encontrar consuelo en ella. Filis, no obstante, se muestra reacia y le expresa que cualquier intento será un esfuerzo en vano. Silvio reacciona ofuscado a las palabras de Filis, sin poder comprender quien puede vivir libre del placer que produce el amor, y lleno de ira, maldice la selva sin amor que tanto dolor le ha ido causando por eventos,a falta de amor.

### Escena Segunda
Jacinto, Silvio
Entra en escena Jacinto, que trata de consolar a Silvio tras observar el ganado desprotegido y escuchar las quejas desconsoladas de este último. Silvio desahoga sus penas maldiciendo y deseando su muerte y el mal de todas las cosas, y Jacinto le hace entrar en razón, ya que Silvio se deja llevar solo por los sentimientos y su dolor. Jacinto le demuestra que la ociosidad produce tales pensamientos negativos y solo mediante el trabajo y el esfuerzo las personas mantienen las mentes despojadas de trastornos amatorios. Silvio, convencido, marcha con Jacinto, quien ve en el un verdadero amigo, y desea nuevamente que amor abrase la selva.

### Escena Tercera
Coro de los tres Amores

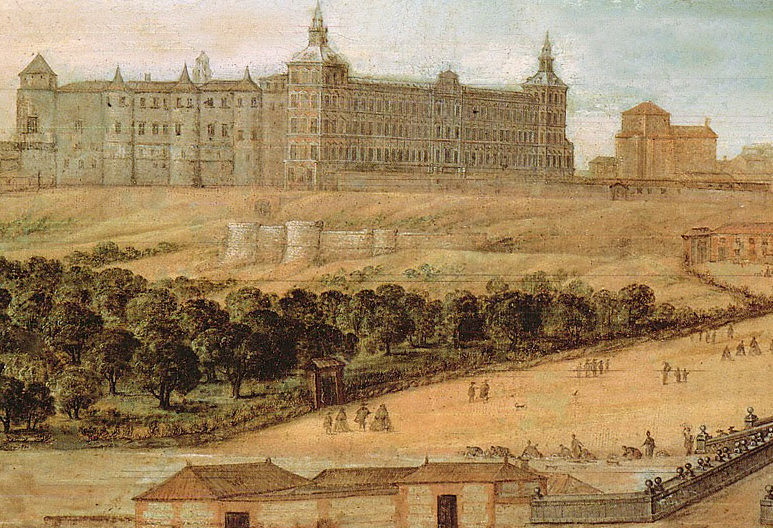
Pintura del del Real Alcázar de Madrid

El coro de los tres amores aparece al principio de esta escena, pretendiendo hacer valer voluntad, memoria y entendimiento. Cantan una copla de 8 versos. Después Amor cuenta que viene desde Chipre a España, se sitúa en Madrid, con su río y sus montañas cercanas y el (Real Alcázar de Madrid). Aprovecha para ensalzar al rey y la reina y presenta su misión que consiste en transformar con sus flechas, una fría selva sin amor donde vive el desdén cruel y reina el olvido.

### Escena Cuarta
Filis, Flora, Amor, Coro de las dos juntas
Comienza la escena con un coro que canta los siguientes versos:

Al Amor que es un niño ciego

y quiere abrasar la tierra,

armas, armas; guerra, guerra.

Al tirano que se atreve

a la mejor libertad,

al que, sin tratar verdad,

menos paga a quien más debe,
 
armarse el pecho de nieve

para resistir su fuego.
  
Al Amor que es un niño ciego,

y quiere abrasar la tierra,
 
armas, armas; guerra, guerra.

Tras la aparición del coro en escena, se destapa una conversación entre Filis y Flora. Las dos conversan a cerca de sus respectivos encuentros con Silvio y Jacinto, quienes habían coqueteado con ellas, buscando el consuelo de su amor, y habían fracasado en sus intentos porque, tanto Filis como Flora, tenían como misiva aborrecer a los hombres y mantenerse libres del amor. Mientras tanto, aparece Amor en escena y lanza una flecha desde el aire a cada una que hace que sus respectivos corazones ardan de amor puro y comienzan a ver a la naturaleza de manera distinta: observan como una cierva reclama a un gamo, el suspirar de una tórtola o el arroyo besar las flores. Al final de la escena son conscientes de que se encuentran enamoradas de Silvio y Jacinto, respectivamente.

### Escena Quinta
Jacinto, Silvio, Amor, Filis, Flora
En esta escena se produce un cambio de dirección en la trama. Silvio y Jacinto tienen una conversación sobre el poder de Amarilis. Ambos ya habían conseguido olvidar, con ayuda mutua, a Filis y Flora, y precisamente entran estas dos en acción. Con el corazón ardiente de amor hacia Silvio y Jacinto (a causa de las flechas de Amor), distinguen a éstos desde lejos y se aproximan hacia ellos para reclamarlos. El enredo se produce a partir de ahora, cuando Filis y Flora se rinden a los pies de Silvio y Jacinto y les muestran abiertamente su amor hacia ellos; pero Silvio y Jacinto, que ya habían conseguido olvidarse de ellas, las rechazan y aborrecen, y tratan de huir del acoso al que se ven sometidos. Entre tanto, Amor, que se encuentra expectante entre los cielos, se regodea de gozo ante la situación que está presenciando, al ver lo que su poder ha conseguido:

¡Deidades celestiales,  venid a ver arder el hielo frío!¡Venid, venid a ver el poder mío!
¡Venid a ver lo que mi fuego puede!

Contento, Amor, de lo que ha conseguido, viendo como al crecer el desdén, crece el amor también, muestra su satisfacción por haber vengado a su madre y haber comenzado a transformar la selva sin amor en selva de amores.

### Escena Sexta
Manzanares, Amor, Silvio, Jacinto, Filis, Flora

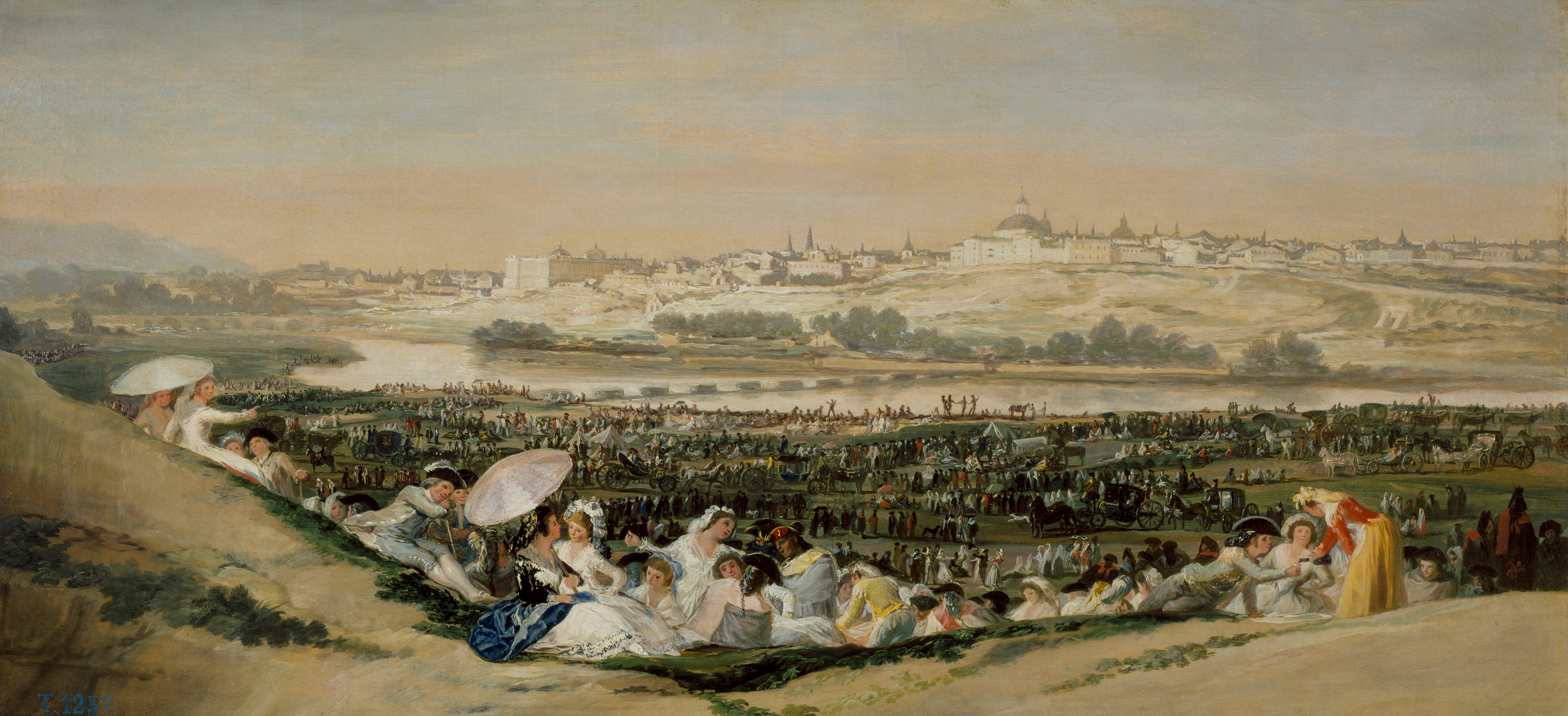
La pradera de San Isidro de Goya muestra las riberas del río Manzanares en el.

El texto que ha perdurado de esta escena es un breve fragmento donde interactúan Manzanares, Amor, Silvio, Jacinto, Filis, Flora. Es muy probable que la mayor parte del texto de esta escena se haya perdido, quedando únicamente los versos que atañen a Manzanares y a Amor en última instancia, ya que no aparecen las demás interpelaciones, y la locución de Amor no resulta coherente respecto a la de Manzanares. 
Manzanares se muestra encolerizado ante la presencia de un niño ciego (Amor) que ha venido a perturbar su reposo y a contaminar su imperio con el veneno que portan sus flechas, y pide a sus ninfas que lo apresen. Amor, por su parte, dice que ha venido a obedecer las órdenes de su madre, Venus.

### Escena Séptima
Manzanares, Amor, Jacinto, Silvio, Filis, Flora, Venus
En la escena séptima, Venus, cargada de ira contra Manzanares, amenaza a este con lanzar flechas y abrasar el río, y que de este solo quede arena abrasada, por no haber pagado tributo alguno. Manzanares pide clemencia e intenta justificar los hechos para que Venus no cumpla su castigo. Manzanares ruega a Amor a que lance una flecha a Galatea en su lugar, pero este último, finalmente, hace que desciendan hermosas damas en el mes de julio para que lo abrasen. La selva fría sin amor se convierte en una selva de amores. Los pastores acaban recibiendo una flecha dorada que convierte su extremo olvido en un amor extremo que hace que se enamoren Silvio y Jacinto de Filis y Flora respectivamente. Cierra la escena un coro de todos los personajes que canta al recuerdo de esta historia como ejemplo en el sagrado templo.

## Personajes
1. Venus
2. Amor
3. Silvio
4. Jacinto
5. Filis
6. Flora
7. Manzanares
8. Coro de los Tres amores